# Lucien Rebatet
Lucien Rebatet (Moras-en-Valloire, Drôme, Francia, 15 de noviembre de 1903 - id., 24 de agosto de 1972) fue un periodista, novelista, ensayista y crítico de cine francés, polémico por su antisemitismo y su colaboración con la Alemania de Hitler.
Sus principales obras son el panfleto Les Décombres (1942), la novela Les Deux Étendards (1951) y el ensayo Una historia de la música (Une histoire de la musique, 1969), editado en España por primera vez en 1997.

## Publicaciones
- Une contribution à l'histoire des Ballets russes, Paris, [éd. non indiqué], 1930 (Brochure extraite de L'Action française du 26 décembre 1930).
- Le Bolchévisme contre la civilisation, Paris, Nouvelles études françaises, [1940] ; 1941.
- [François Vinneuil], Les Tribus du cinéma et du théâtre Paris, Nouvelles éditions françaises, « Les Juifs en France », IV, 1941.
- Les Décombres, Paris, Éditions Denoël, 1942 ; Asunción, La Reconquête, 2005 ; Paris, L'Homme libre, 2006.
- Les Deux Étendards, novela, 2 v. Paris, Gallimard, 1951 ; 1971 ; 1977 ; 1991 ; 2007.
- Les Épis mûrs, roman, Paris, Gallimard, 1954.
- « Préface » à Pierre-Antoine Cousteau, Mines de rien ou les Grandes mystifications du demi-siècle, illustrations de Ralph Soupault, Paris, Éditions Éthéel, 1955 ; Coulommiers, Déterna, 2004.
- Marcel Aymé. L'« Épuration » et le délit d'opinion, suivi d'un article nécrologique de Pierre-Jean Vaillard, Liège, Éditions Dynamo, « Bimborions », 1968 ; 1969.
- À Jean Paulhan, Liège, Éditions Dynamo, « Bimborions », 1968.
- Une Histoire de la musique, Paris, Robert Laffont et Raymond Bourgine, 1969 ; 1979 ; 1995 ; 1998.

### Publicaciones póstumas
- Les Mémoires d'un fasciste, 2 v. (1. Les Décombres, 1938-1940 ; 2. 1941-1947),  prefacio de Jean-Jacques Pauvert, Paris, Pauvert, 1976.
- 11 novembre 1918, armistice, avant-propos de Robert Poulet, Liège, Éditions Nationales, 1982.
- « Lettre à Jean-André au sujet de l'"affaire Céline" », Van Bagaden, Céliniana, n°18, 1989 (texto inicialmente aparecido el 1º septiembre 1957 en Dimanche-Matin).
- Lettres de prison adressées à Roland Cailleux (1945-1952), ed. establecida, presentada y anotada por Remi Perrin, Paris, Le Dilettante, 1993.
- con Pierre-Antoine Cousteau, Dialogue de vaincus, prison de Clairvaux, janvier-décembre 1950, texte inédit présenté et annoÅté par Robert Belot, Paris, Berg international, « Histoire des idées », 1999.
- « Préface » (posthume, éd.) à Pierre-Antoine Cousteau, En ce temps-là, édition établie par Arina et Marc Laudelout, Coulommiers, Déterna, 2004.